# Amabel Hume-Campbell (1re comtesse de Grey)
Amabel Hume-Campbell, 1re comtesse de Gray, 5e baronne Lucas (née Yorke ; 23 janvier 1751 - 4 mars 1833) est une mémorialiste britannique et écrivaine politique qui est comtesse et baronne dans son propre droit, qui soutient les whigs. Elle a notamment écrit sur la Révolution française.

## Biographie
Lady Amabel Yorke est née en 1751, fille aînée de Philip Yorke (2e comte de Hardwicke), et de son épouse, Jemima Campbell, 2e marquise Grey, 4e baronne Lucas. Elle fait ses études à la maison, à Wrest Park dans le Bedfordshire, et à la maison familiale de Londres à St James's Square. Elle adore les livres dès l'âge de cinq ans et devient chroniqueuse. Elle est peinte enfant par Joshua Reynolds, et des gravures de ce portrait sont conservées à la National Portrait Gallery de Londres .
Elle apprend l'art par James Basire et Alexander Cozens, et la gravure par James Bretherton . Ses propres gravures sont conservées au British Museum . Elle écrit sur des sujets politiques et si elle avait été un homme, elle aurait siégé à la Chambre des lords comme whig. Elle a notamment écrit sur la Révolution française .
Elle épouse Alexander Hume-Campbell, Lord Polwarth, le 17 août 1780, mais le mariage reste sans enfant.
En 1790, elle devient 5e baronne Lucas, héritant du titre de sa mère. En 1816, elle est créée comtesse de Grey à part entière, avec un reste spécial à sa sœur et aux héritiers mâles de sa sœur. Sa sœur cadette, Mary, qui est morte avant elle, a épousé Thomas Robinson (2e baron Grantham), et a des enfants, dont l'aîné hérite du comté de de Grey et de la baronnie de Lucas .
La comtesse est morte à Westminster en 1833 . Elle laisse plus de 4 000 gravures au British Museum, dont beaucoup issues de sa propre collection .